# Parassamia
Parassamia is een geslacht van hooiwagens uit de familie Assamiidae.
De wetenschappelijke naam Parassamia is voor het eerst geldig gepubliceerd door Roewer in 1935. 

## Soorten
Parassamia omvat de volgende 2 soorten:
- Parassamia albimarginata
- Parassamia sexdentata